# Santo Antônio dos Milagres
Santo Antônio dos Milagres là một đô thị thuộc bang Piauí, Brasil. Đô thị này có diện tích 33,152 km², dân số năm 2007 là 1959 người, mật độ 59,09 người/km².